# Rino Della Negra
Rino Della Negra, né le 18 août 1923 à Vimy et fusillé le 21 février 1944 au fort du Mont-Valérien, dit Chattel, est un joueur de football français et soldat volontaire de l'armée française de libération (FTP-MOI), qui fait partie des 24 martyrs du groupe Manouchian, dont une dizaine figuraient sur l'Affiche rouge.

## Biographie

### Jeunesse
Rino Della Negra naît en 1923 à Vimy dans le Pas-de-Calais, de parents italiens, naturalisés en 1938. Son père Rizieri Della Negra (né en 1898), briquetier, est originaire d'Udine, dans le Frioul,. La famille s'installe en 1926, dans la région parisienne, à Argenteuil, dans le quartier Mazagran, rebaptisé « Mazzagrande » par son importante communauté italienne,.
En 1937, Rino travaille comme apprenti ajusteur à l'usine Chausson d'Asnières-sur-Seine.

### Football
Espoir du football, il commence sa carrière au FC Argenteuillais au poste d’attaquant, dans l’équipe interne de Chausson qui remporte la Coupe de la Seine en 1938, à la Jeunesse sportive Jean-Jaurès d’Argenteuil avec qui il gagne la Coupe du Matin-FSGT en 1941.
En 1942, cette compétition change de formule et oppose des sélections régionales, avec celle de Paris « il inscrit un doublé lors de la finale victorieuse ». Il est remarqué par la presse lorsqu'il rejoint l’Union sportive athlétique de Thiais. Le Red Star de Saint-Ouen, le recrute au début de la saison 1943-1944.

### Résistance
En 1942, réquisitionné pour le Service du travail obligatoire (STO) en Allemagne, il décide de ne pas partir et entre dans la Résistance : il rejoint Francs-tireurs et partisans (FTP) d’Argenteuil en mai 1943, sans quitter son activité sportive et sa famille.
Il rejoint le 3e détachement italien des Francs-tireurs et partisans - Main-d'œuvre immigrée (FTP-MOI) de la région parisienne commandé par Missak Manouchian.
Le 7 juin 1943, il participe à l’exécution du général Von Apt au 4 Rue Maspero. Le 10 juin, il attaque le siège central du parti fasciste italien rue Sédillot. Le 23 juin, il attaque la caserne Guynemer à Rueil-Malmaison.
Le 12 novembre 1943, au no 56 rue La Fayette, il attaque avec Robert Witchitz des convoyeurs de fonds allemands, mais c’est un échec ; Rino, blessé, et Robert sont arrêtés.
Le 13 novembre 1943, Spartaco Fontanot et Roger Rouxel sont arrêtés par la Brigade Spéciale 2 (BS2) des Renseignements généraux. Le 15 novembre, Missak Manouchian et Joseph Epstein tombent entre les mains de la BS2 en gare d'Évry-Petit-Bourg. Le 16 novembre, Olga Bancic et Marcel Rajman sont également capturés. Au total, dix-sept résistants MOI sont appréhendés par la BS2.
Rino Della Negra est condamné à mort, puis fusillé au fort du Mont-Valérien, le 21 février 1944, avec les 23 membres du groupe Manouchian dont les dix de l'affiche rouge,,,. Della Negra fait partie des « cinq ressortissants français » du procès mais la presse collaborationniste et les autorités allemandes rappellent qu'il est d'origine italienne et que ses parents n'ont pas la nationalité française. Il est inhumé au cimetière du Centre d'Argenteuil.

## Hommages
En septembre 1944, son nom est donné à un tournoi organisé par Fédération sportive et gymnique du travail (FSGT, proche de la CGT). En novembre 1944, le grand quotidien populaire communiste Ce soir consacre un article à son inhumation.
À Argenteuil, sa ville d'adoption, une rue porte son nom, de même qu'une salle municipale. Le 25 février 1945, la ville d'Argenteuil (Val-d'Oise) décerne un diplôme spécial à Rino Della Negra.
Une stèle est fleurie chaque année, un samedi ou dimanche matin de fin février, lors d'une célébration commémorant son exécution, survenue le 21 février.
Figure emblématique du club, sa mémoire est régulièrement honorée par les supporters du Red Star, qui ont notamment installé une stèle commémorative à l'entrée du stade.
La tribune Première Est du stade Bauer, où se tiennent les supporters les plus fervents du club, est appelée « Tribune Rino Della Negra ». Un chant de supporter cite d'ailleurs son nom : 

« Nous sommes les Red Star fans

On vient de la banlieue rouge

Et la Rino s'enflamme

Toujours pour l’Étoile rouge »

En 2004, Rino Della Negra incarne la Résistance dans le livre de Didier Daeninckx et Pef Viva la liberté !.
Depuis 2022, à l’initiative de deux associations sportives, Spartak Fontgrande (bassin minier Carmausin) et Spartak Arlésien (Bouches du Rhône), un trophée portant le nom de Rino Della Negra se déroule en hommage au célèbre résistant. La participation de trois nouvelles équipes (Asteras Montpellier, Football du Peuple Montpellier, BLS 31 de Toulouse) lors de la 3ème édition entraine une popularité grandissante pour ce trophée .
Depuis 2023, une voie de la ville de Saint-Ouen porte son nom,.
Le 21 février 2024, il est cité « Mort pour la France », ainsi que ses 23 autres camarades, avec l'entrée de Missak et de Mélinée Manouchian lors de la cérémonie de panthéonisation en présence d'Emmanuel Macron, président de la République française. Une plaque portant son nom et ceux des 23 résistants du groupe Manouchian est apposée au Panthéon. Son portrait figure avec les autres camarades du groupe des FTP-MOI de l'Ile-de-France.

## Liste des membres du groupe Manouchian exécutés

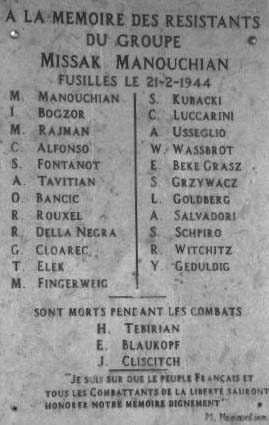
Mémorial de l'Affiche rouge à Valence.

La liste suivante des 24 membres du groupe Manouchian exécutés par les Allemands signale par la mention (AR) les dix membres que les Allemands et la propagande de Vichy ont fait figurer sur l'Affiche rouge :
- Celestino Alfonso (AR), Espagnol, 27 ans ;
- Olga Bancic, Roumaine, 32 ans (seule femme du groupe, guillotinée en Allemagne le 10 mai 1944) ;
- Joseph Boczov [József Boczor; Wolff Ferenc] (AR), Hongrois, 38 ans - Ingénieur chimiste ;
- Georges Cloarec, Français, 20 ans ;
- Rino Della Negra, Italien, 20 ans ;
- Thomas Elek [Elek Tamás] (AR), Hongrois, 18 ans - Étudiant ;
- Maurice Fingercwajg (AR), Polonais, 19 ans ;
- Spartaco Fontanot (AR), Italien, 22 ans ;
- Jonas Geduldig, Polonais, 26 ans ;
- Emeric Glasz [Békés (Glass) Imre], Hongrois, 42 ans - Ouvrier métallurgiste ;
- Léon Goldberg, Polonais, 19 ans ;
- Szlama Grzywacz (AR), Polonais, 34 ans ;
- Stanislas Kubacki, Polonais, 36 ans ;
- Cesare Luccarini, Italien, 22 ans ;
- Missak Manouchian (AR), Arménien, 34 ans ;
- Armenak Arpen Manoukian, Arménien, 44 ans ;
- Marcel Rayman (AR), Polonais, 21 ans ;
- Roger Rouxel, Français, 18 ans ;
- Antoine Salvadori, Italien, 24 ans ;
- Willy Schapiro, Polonais, 29 ans ;
- Amedeo Usseglio, Italien, 32 ans ;
- Wolf Wajsbrot (AR), Polonais, 18 ans ;
- Robert Witchitz (AR), Français, 19 ans ;
- Joseph Epstein, Polonais, 32 ans.

## Décoration
- Médaille de la Résistance française, à titre posthume par le décret du 31 mars 1947[24].